# روس سميث
روس سميث (بالإنجليزية: Russ Smith)‏ مواليد 19 أبريل 1991، هو لاعب كرة سلة أمريكي يلعب مع فريق ميمفيس غريزليس في الرابطة الوطنية لكرة السلة ويحمل الرقم 2. يبلغ طوله 6 قدم 0 بوصة (1.8 م).

## فرق لعب لها
- نيو أورلينز بيليكانز
- ميمفيس غريزليس

## روابط خارجية
- روس سميث على موقع إن بي أي (الإنجليزية)
- روس سميث على موقع سبورتس رفرنس (الإنجليزية)
- روس سميث على موقع كرة السلة الأوروبية.كوم (الإنجليزية)
- روس سميث على موقع إي إس بي إن.كوم (الإنجليزية)
- روس سميث على موقع كلية كرة السلة في سبورتس رفرنس.كوم (الإنجليزية)
- روس سميث على موقع ريلجم (الإنجليزية)
- روس سميث على موقع بروبوليرز (الإنجليزية)
- روس سميث على موقع سبورتس رفرنس (الإنجليزية)
- روس سميث على موقع سبورتس رفرنس (الإنجليزية)